# Dolichopus divisus
Dolichopus divisus är en tvåvingeart som beskrevs av Becker 1917. Dolichopus divisus ingår i släktet Dolichopus och familjen styltflugor. Inga underarter finns listade i Catalogue of Life.